# Bupleurum nanum
Bupleurum nanum är en flockblommig växtart som beskrevs av Jean Louis Marie Poiret. Bupleurum nanum ingår i släktet harörter, och familjen flockblommiga växter. Inga underarter finns listade i Catalogue of Life.